# Miss Somalia
Miss Somalia es un concurso de belleza nacional en Somalia. Se encarga de seleccionar a las representantes del país para los concursos Miss Universo, Miss Mundo, Miss Internacional, Miss Tierra, Miss Supranacional, Miss Charm y Miss Global.

## Representación internacional

### Miss Universo Somalia
: Declarada como ganadora
     : Terminó como finalista
     : Terminó como una de las semifinalistas o cuartofinalistas
     : Terminó como ganadora de premios especiales
| Año  | Miss Universo Somalia | Posición en Miss Universo | Premios especiales | Notas |
| ---- | --------------------- | ------------------------- | ------------------ | ----- |
| 2024 | Khadija Omar          | No clasificó              |                    |       |

### Miss Mundo Somalia
: Declarada como ganadora
     : Terminó como finalista
     : Terminó como una de las semifinalistas o cuartofinalistas
     : Terminó como ganadora de premios especiales
| Año  | Miss Mundo Somalia | Posición en Miss Mundo | Premios especiales                          | Notas |
| ---- | ------------------ | ---------------------- | ------------------------------------------- | ----- |
| 2025 | Zainab Jama        | Top 40                 | - Deportes (Top 32) - Head to Head (Top 20) |       |
| 2023 | Bahja Mohamoud     | Top 40                 |                                             |       |
| 2021 | Khadija Omar       | Top 13                 |                                             |       |

### Miss Internacional Somalia
: Declarada como ganadora
     : Terminó como finalista
     : Terminó como una de las semifinalistas o cuartofinalistas
     : Terminó como ganadora de premios especiales
| Año  | Miss International Somalia | Posición en Miss Internacional | Premios especiales | Notas       |
| ---- | -------------------------- | ------------------------------ | ------------------ | ----------- |
| 2023 | Iqra Ahmed Hassan          | No compitió                    | No compitió        | No compitió |

### Miss Tierra Somalia
: Declarada como ganadora
     : Terminó como finalista
     : Terminó como una de las semifinalistas o cuartofinalistas
     : Terminó como ganadora de premios especiales
| Año  | Miss Tierra Somalia | Posición en Miss Tierra | Premios especiales | Notas       |
| ---- | ------------------- | ----------------------- | ------------------ | ----------- |
| 2022 | Hibaq Ahmed         | No compitió             | No compitió        | No compitió |

### Miss Supranacional Somalia
: Declarada como ganadora
     : Terminó como finalista
     : Terminó como una de las semifinalistas o cuartofinalistas
     : Terminó como ganadora de premios especiales
| Año  | Miss Supranacional Somalia  | Posición en Miss Supranacional | Premios especiales | Notes       |
| ---- | --------------------------- | ------------------------------ | ------------------ | ----------- |
| 2023 | Fowsia Abdirashid Abdihakin | No compitió                    | No compitió        | No compitió |

### Miss Charm Somalia
: Declarada como ganadora
     : Terminó como finalista
     : Terminó como una de las semifinalistas o cuartofinalistas
     : Terminó como ganadora de premios especiales
| Año  | Miss Charm Somalia | Posición en Miss Charm | Premios especiales | Notas        |
| ---- | ------------------ | ---------------------- | ------------------ | ------------ |
| 2024 | Hibaq Ahmed        | Por competir           | Por competir       | Por competir |

### Miss Global Somalia
: Declarada como ganadora
     : Terminó como finalista
     : Terminó como una de las semifinalistas o cuartofinalistas
     : Terminó como ganadora de premios especiales
| Año  | Miss Global Somalia | Posición en Miss Global | Premios especiales | Notas |
| ---- | ------------------- | ----------------------- | ------------------ | ----- |
| 2023 | Zai Jama            | Top 13                  |                    |       |